# Municipio di Merano
Il Municipio di Merano (in tedesco Rathaus Meran) è uno storico edificio, sede municipale della città di Merano in Italia.

## Storia

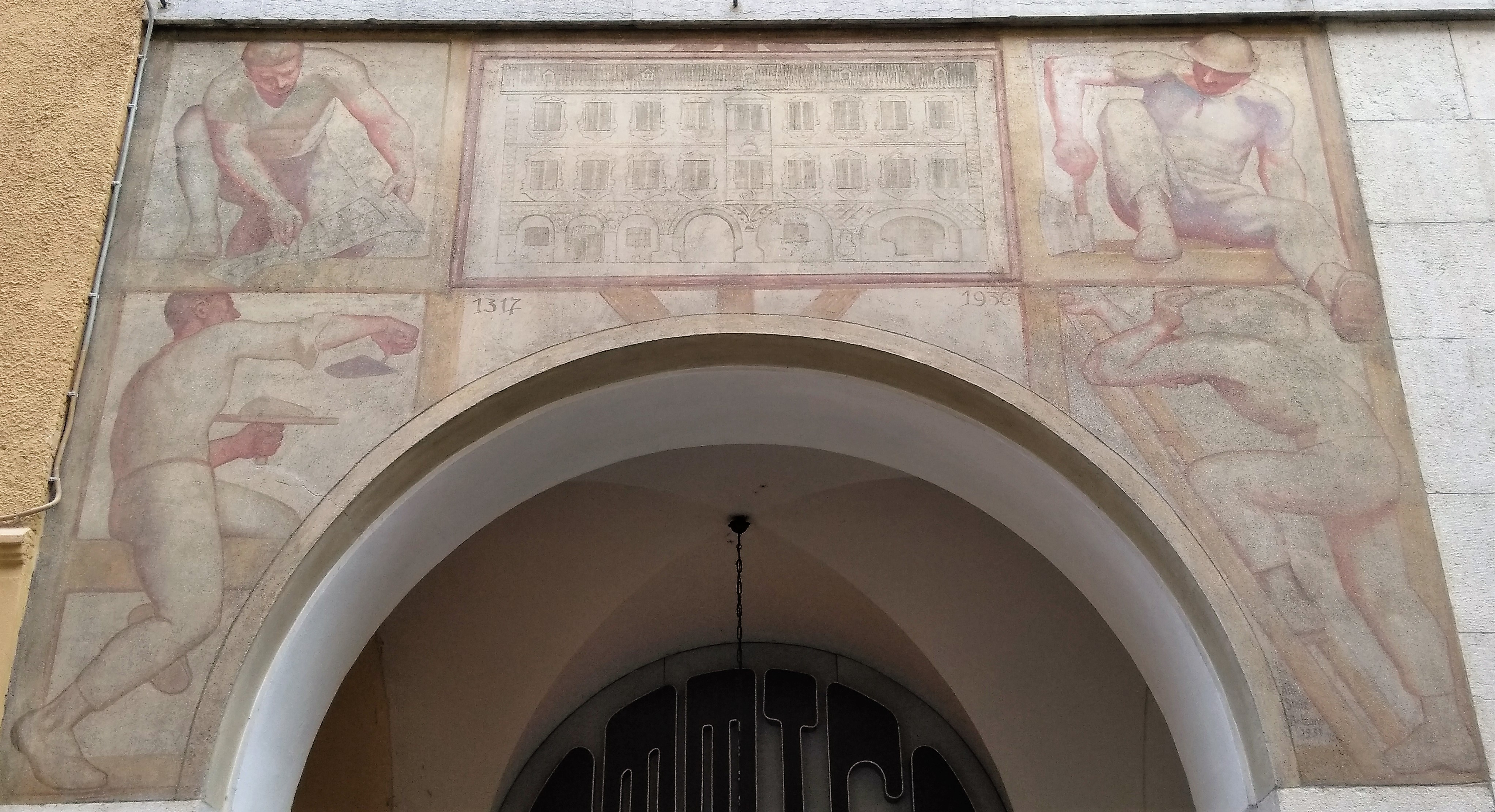
Affresco sulla facciata del municipio eseguito negli anni 1930/31 da Albert Stolz, che mostra l'edificio preesistente e i lavori costruttivi per quello nuovo

L'edificio, progettato dall'architetto Ettore Sottsass, venne eretto tra il 1929 e il 1932. Il palazzo venne costruito laddove in passato sorgeva il vecchio municipio di Merano, risalente al periodo austroungarico e già sede del cosidetto Kellenamt (ufficio economico) dei conti del Tirolo dal tardo medioevo, e demolito per far spazio al nuovo edificio.

## Descrizione
Il palazzo è contraddistinto da una facciata in un severo stile fascista-razionalista, e presenta una torre dell'orologio.
La sala consiliare è stata adornata con affreschi di Albert Stolz.

## Galleria d'immagini

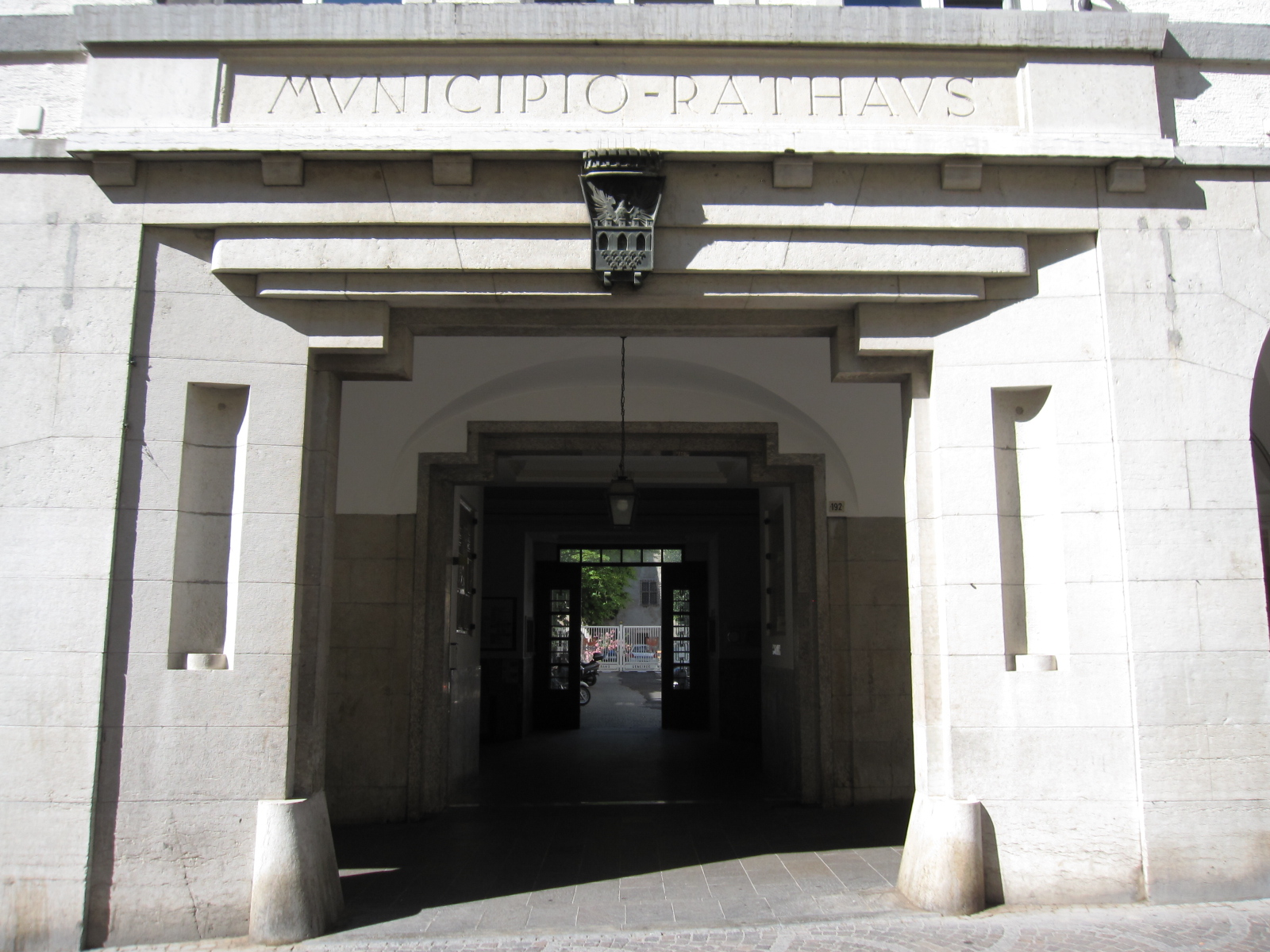
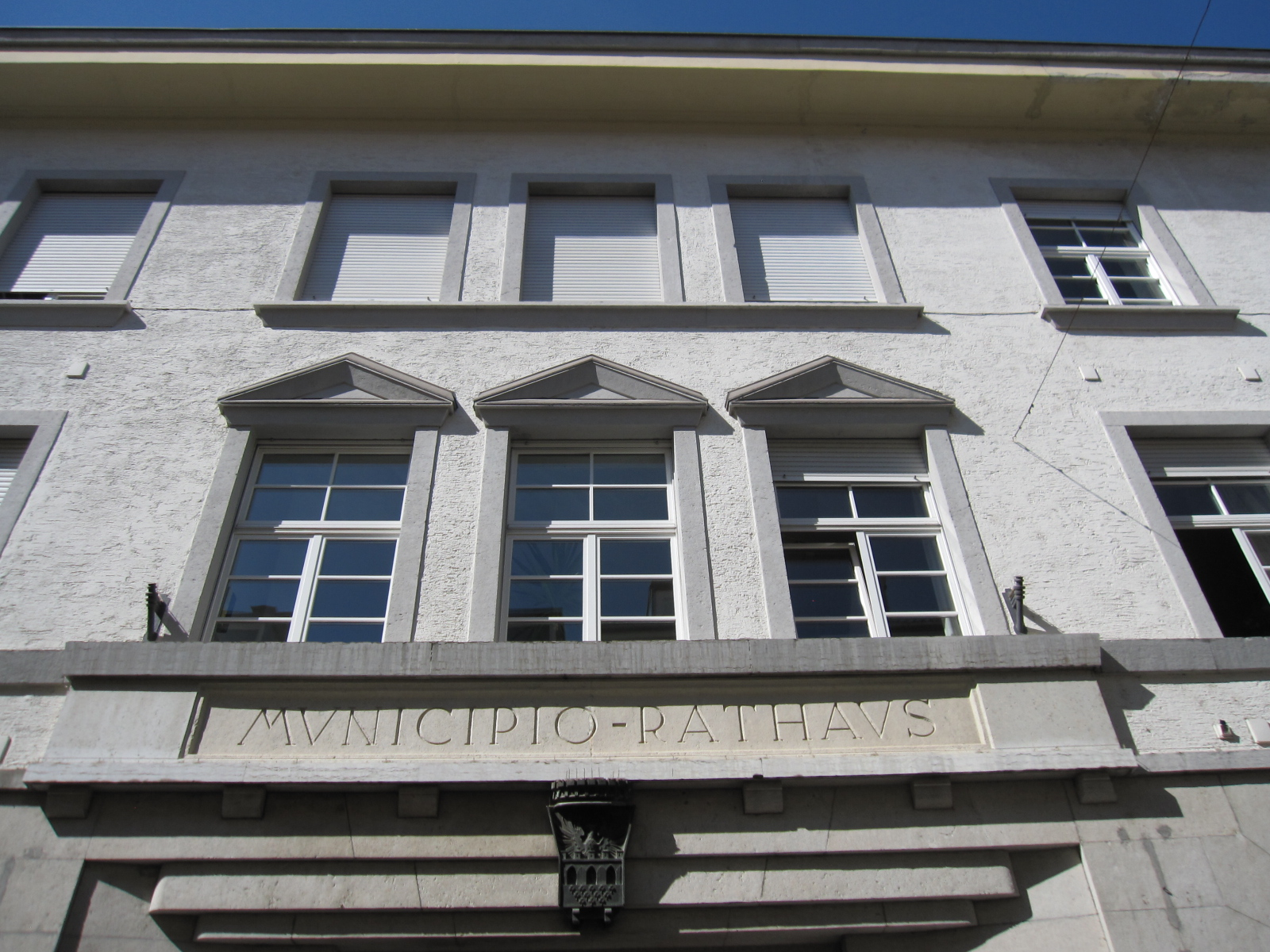
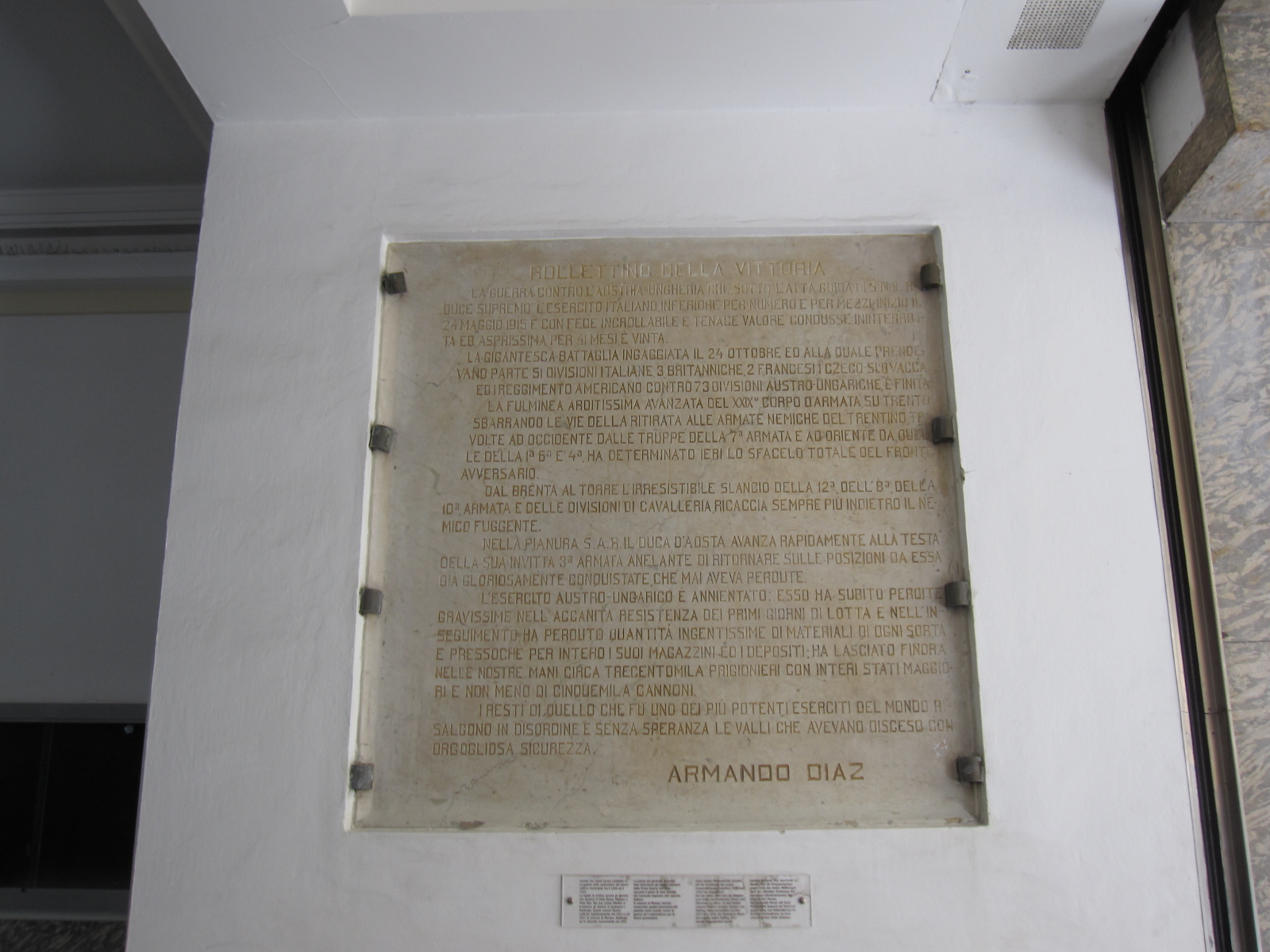